# Archipsocidae
Archipsocidae es una familia de piojos de los libros en Psocodea pertenecientes al suborden Psocomorpha. Los miembros de esta familia se caracterizan por la escasa venación de sus alas. Algunas especies son vivíparas. La familia incluye unas 80 especies ordenadas en cinco géneros.